# Grindelia ciliata
Grindelia ciliata es una especie de planta fanerógama de la familia Asteraceae. 

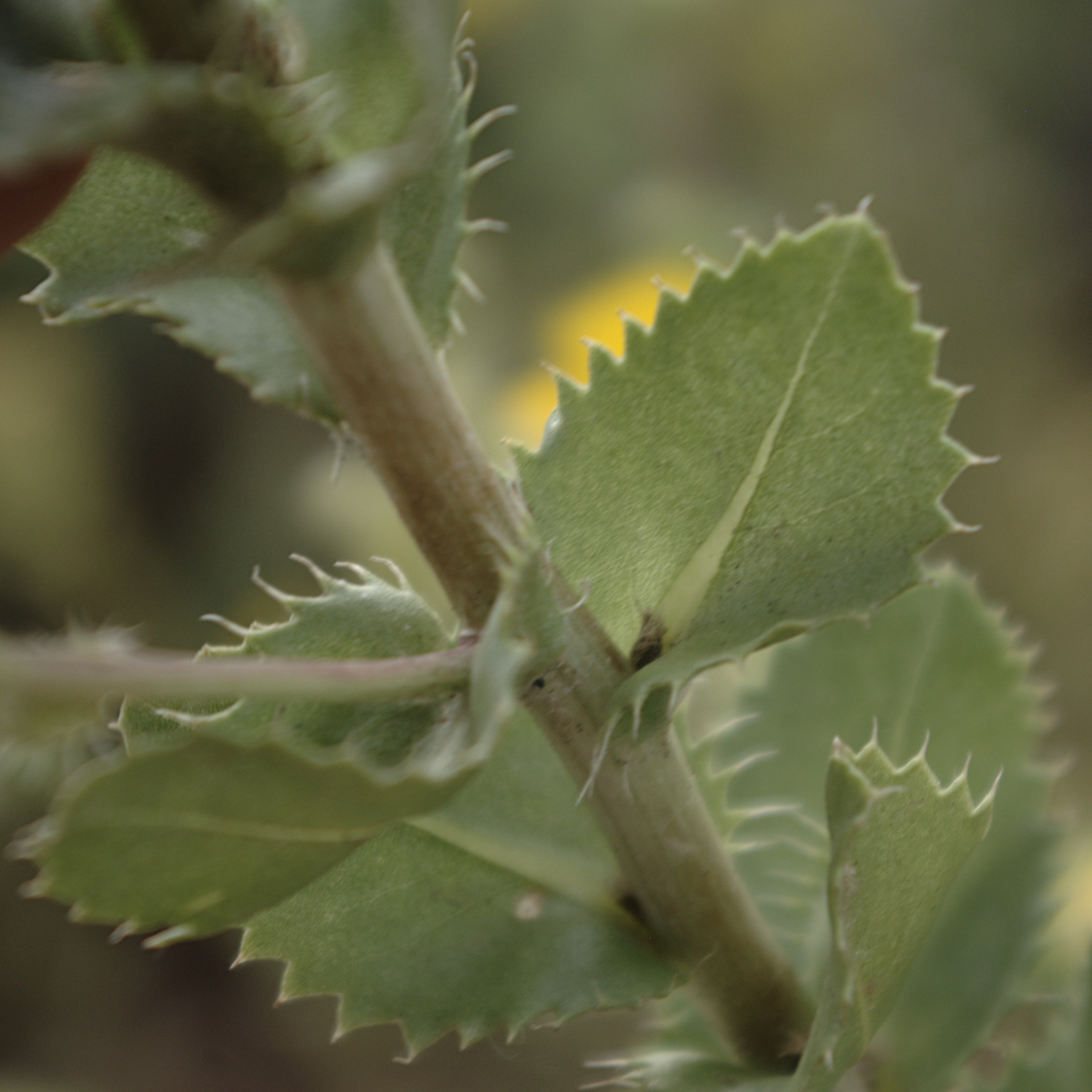
Follaje

## Distribución y hábitat
Es nativa del centro de Estados Unidos, donde crece en praderas y pastizales, y en áreas perturbadas, tales como bordes de caminos ya lo largo de las vías del ferrocarril. 

## Descripción
Es una hierba anual o bienal crecimiento erecto hasta una altura máxima superior a un metro, su vástago superior de ramificación. Es glabra. Las hojas están dispuestas alternativamente, sus hojas espinosas-dentadas más largas que anchas. La parte superior del tallo está ocupado por una inflorescencia de varias cabezas de flores, sus bases hemisféricas de hasta 2,5 centímetros de ancho y se alinearon con muchos pequeños filarios verdes con puntas curvas. Cada cabeza de flor puede tener hasta 30 estrechas lígulas amarillas de entre 1 y 2 centímetros de largo alrededor de un centro de floretes del disco amarillo. El fruto es un aquenio de color marrón de alrededor de un centímetro de largo incluyendo su largo vilano peludo. 

## Taxonomía
Grindelia ciliata fue descrita por (Nutt.) Spreng. y publicado en Systema Vegetabilium, editio decima sexta 3: 575. 1826.
Sinonimia
- Aster ciliatus Kuntze
- Donia ciliata Nutt.	basónimo
- Grindelia papposa G.L.Nesom & Y.B.Suh
- Haplopappus ciliatus (Nutt.) DC.
- Prionopsis ciliata (Nutt.) Nutt.[4][5][6])